# 람워구
람워구(Lamwo)는 우간다의 구로 행정 중심지는 람워이며 면적은 5,595.8km2, 인구는 171,300명(2012년 기준)이다. 행정 구역상으로는 북부 주에 속한다. 북쪽으로는 남수단, 동쪽과 남동쪽으로는 키트굼 구, 남쪽으로는 파데르 구, 남서쪽으로는 굴루 구, 서쪽으로는 아무루 구와 접한다.

## 같이 보기
- 아촐리족
- 우간다의 행정 구역